# Michael Mio Nielsen
Michael Elmer Dahl Nielsen, meglio conosciuto come Michael Mio Nielsen (11 febbraio 1965), è un ex calciatore danese.